# Aspasmichthys ciconiae
Aspasmichthys ciconiae är en fiskart som först beskrevs av Jordan och Fowler 1902.  Aspasmichthys ciconiae ingår i släktet Aspasmichthys och familjen dubbelsugarfiskar. Inga underarter finns listade.